# Eric Eustace Williams

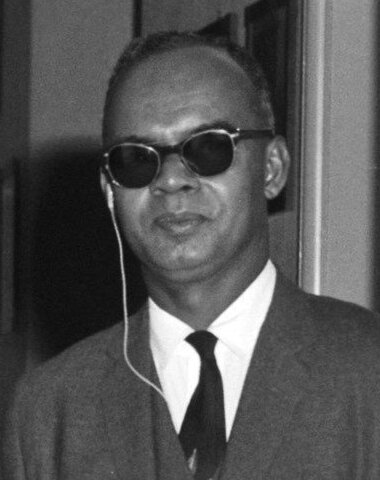
Eric Williams (1962)

Eric Eustace Williams TC (* 25. September 1911 in Port of Spain; † 29. März 1981 ebenda) war ein trinidadischer Historiker und Politiker sowie von 1956 bis 1959 als Chief Minister, anschließend als Premier und bis zu seinem Tod 1981 als Premierminister der Regierungschef seines Landes.

## Leben
Williams besuchte das Queen’s Royal College in Port of Spain. 1931 erhielt er eins von zwei Stipendien der trinidadischen Regierung, das ihm ein Geschichtsstudium an der University of Oxford ermöglichte. 1938 promovierte er zum Doktor der Philosophie. 1939 ging er in die USA an die Howard University. 1955 kehrte er nach Tobago zurück und gründete im darauffolgenden Jahr das People’s National Movement, eine politische Partei.
Er gewann die Wahl im selben Jahr und wurde am 28. Oktober 1956 zunächst Chief Minister. Während seiner Amtszeit gliederte er 1958 Trinidad und Tobago in die Westindische Föderation ein und beharrte auf einer starken Zentralregierung. 1959 wurde im Rahmen eines Kabinettsbefehls (Order in Council) das Amt des Chief Ministers in Premier umbenannt und mit einigen erweiterten Rechten ausgestattet. Vom 9. Juli 1959 bis Dezember 1961 war Williams mithin Premier. In diesem Monat beschloss die trinidadische Regierung den Austritt aus der Westindischen Föderation, und Williams’ Amt wurde in Premierminister umbenannt. Er führte den Inselstaat am 31. August 1962 in die Unabhängigkeit und schließlich am 1. August 1976 zur Republik von Trinidad und Tobago. Bis zu seinem Tod am 29. März 1981 blieb er Premierminister. Er starb an den Spätfolgen eines diabetischen Komas. 2002 wurde ihm posthum das Trinity Cross, der damalige höchste Orden Trinidads, verliehen.
Aufgrund seines Wirkens wird Williams oft als der „Vater der Nation“ bezeichnet. Seine Popularität hielt bis 1970 an und sank dann nach einer Wirtschaftskrise und wegen seines autoritären Führungsstils, die zu Gewalttaten der Black-Power-Bewegung führten.

## Eric E. Williams als Historiker
Von Williams, der selbst aus einer Familie stammte, die im 19. Jahrhundert mit Hilfe des ab 1807 im britischen Machtbereich illegalen Sklavenhandels reich wurde, stammt ein wichtiges historiographisches Werk über den transatlantischen Sklavenhandel. Das 1944 erschienene Buch Capitalism and Slavery geht von der Grundannahme aus, dass die Abschaffung des Sklavenhandels durch die Briten im Jahr 1807 weniger humanitären, als vielmehr rein ökonomischen Überlegungen folgte. Die Böden der westindischen Inseln, auf denen die meisten Sklaven innerhalb des Britischen Empires eingesetzt wurden, seien durch den intensiven Anbau von Zuckerrohr ausgelaugt gewesen und für eine weitere Ausbeutung ungeeignet. Der Aufstieg des britischen Kapitalismus sei durch die Profite aus dem Westindischen Sklavenhandel, genauer gesagt durch die Plantagenökonomie ermöglicht worden. Die spätere Entwicklung des (britischen) Kapitalismus an der Wende zum 19. Jahrhundert bedingte die Verbreitung der freien Lohnarbeit und die Verdrängung der Sklaverei, die bis zum Ende des 19. Jahrhunderts (fast) völlig beseitigt wurde. Das zweite britische Weltreich (nach dem nordamerikanischen Unabhängigkeitskrieg) konzentrierte sich auf Asien, wo freie Arbeitskraft im Überfluss vorhanden und die Institution der Sklaverei daher nicht notwendig gewesen sei. Rassismus als Grund für die Versklavung von Millionen von Afrikanern sieht Williams nicht als Ursache, sondern als Folge an.
Seine These wurde seither von vielen Historikern als einseitig kritisiert und darauf hingewiesen, dass der wirtschaftliche Niedergang der Westindischen Inseln erst nach dem Verbot von 1807 einsetzte. In jüngster Zeit wurde darauf hingewiesen, dass der Zuckerrohranbau auf den westindischen Inseln tatsächlich bis in die 1830er Jahre durchaus profitabel war. Dennoch gilt Capitalism and Slavery bis heute als einflussreiches Werk in der Historiographie der Karibik und Westindiens und wurde in mehrere Sprachen, darunter ins Chinesische, Japanische und Russische, übersetzt.
1998 wurde an der University of the West Indies in St. Augustine die Eric Williams Memorial Collection eingerichtet und von Colin Powell eröffnet. Sie enthält die 7000 Bände umfassende Privatbibliothek Williams, Manuskripte, Historische Studien und Forschungskizzen.

## Werke
- 1944: Capitalism and Slavery.
- 1964: History of the People of Trinidad and Tobago.
- 1964: British Historians and the West Indies.